# Bandera de Serra de Daró
La bandera oficial de Serra de Daró té el següent blasonament:
Bandera apaïsada de proporcions dos d'alt per tres de llarg, vermella, amb una faixa blanca de gruix 1/6 de l'alçària del drap, amb el perfil inferior dentat formant sis triangles grocs de base 1/6 de la llargària del drap i altura 1/6 de la del mateix drap, situada a 1/12 de la vora superior, i tres faixes ondades juxtaposades, blanca, blava i blanca, de dues mitges i tres ones, les blanques de gruix 1/12, i la blava d'1/6 de l'alçària del drap, tot el conjunt situat a 1/12 de la vora inferior.
Va ser aprovada el 10 de març de 2002 i publicada en el DOGC el 31 de març del mateix any amb el número 3111.